# آرثر مون
آرثر مون (بالإنجليزية: Arthur Moon)‏ هو طبيب أسترالي، ولد في 17 مايو 1902 في East Maitland, New South Wales ‏ في أستراليا، وتوفي في 28 أكتوبر 1973.